# Omul cu pantaloni scurți
Omul cu pantaloni scurți (titlul original: L'uomo dai calzoni corti cunoscut și ca L'amore più bello) este un film dramatic italian, realizat în 1958 de regizorul Glauco Pellegrini , protagoniști fiind actorii Edoardo Nevola, Edoardo De Filippo, Memmo Carotenuto, Francisco Rabal. 

## Rezumat
Italia la începutul anilor 1950. Salvatore, un băiețel de opt-nouă ani, poreclit "chiflă" ("pagnottella"), fuge de la orfelinatul  Caltanissetta din Sicilia unde îl abandonase mama lui după naștere. Dorește să o caute deoarece nu o văzuse niciodată. Știa doar că trăiește undeva în Veneția și pentru a ajunge acolo, parcurge un drum plin de peripeții, trecând prin Neapole, Roma și Milano întâlnind o mulțime de oameni de diferite feluri...

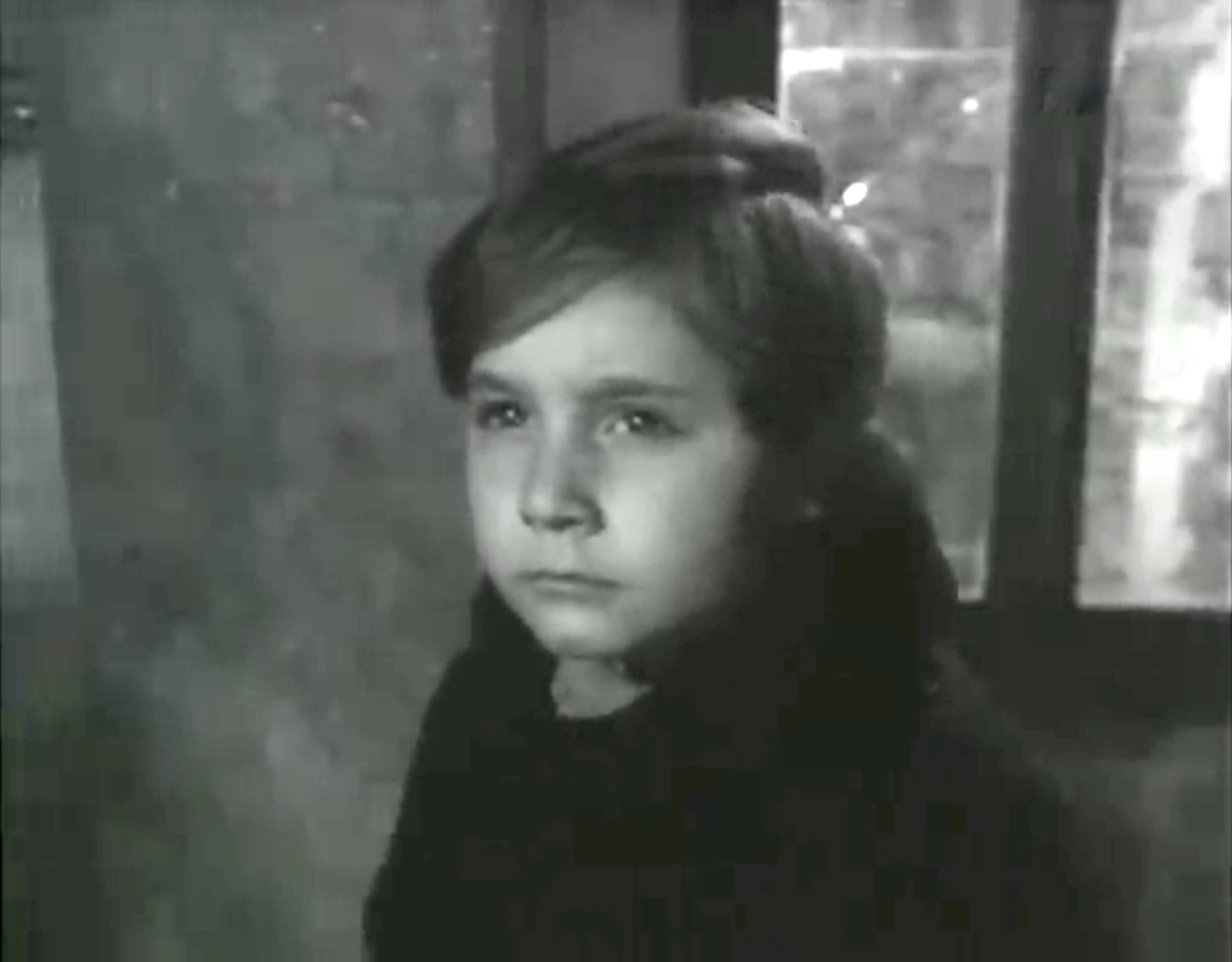
Edoardo Nevola într-o scenă din film

## Distribuție
- Edoardo Nevola – Salvatore, zis și "pagnottella" (chiflă)
- Edoardo De Filippo – Gennaro
- Memmo Carotenuto – Nando
- Francisco Rabal – Mario
- Julita Martinez – Gina
- Alida Valli – Carolina
- Irene Cefaro – Estella
- Gastone Renzelli – Pietro
- Félix Fernández –
- Isabel de Pomés –